# بورلی یانز
بورلی یانز (انگلیسی: Beverly Goebel Yanez؛ زادهٔ ۱۹ ژوئیهٔ ۱۹۸۸) بازیکن فوتبال اهل ایالات متحده آمریکا است.
از باشگاه‌هایی که در آن بازی کرده‌است می‌توان به وسترن نیویورک فلش، باشگاه فوتبال آی ان ای سی کوبه لئونسا، مجیک‌جک، باشگاه فوتبال رین، و واشینگتن فریدام اشاره کرد.